# Могусаэн (станция)
Станция Могусаэн (яп. 百草園駅 могусаэн эки) — железнодорожная станция на линии Кэйо, расположенная в городе Хино.

## Планировка станции
Две платформы бокового типа.
| 1 | ■ Линия Кэйо | Кэйо-Хатиодзи ・(Линия Такао) Такаосангути ・ (Линия Добуцуэн) Тама-Добуцукоэн                                          |
| 2 | ■ Линия Кэйо | Футю ・ Тёфу ・ Мэйдаймаэ ・ Сасадзука ・ Синдзюку ・(Новая Линия Кэйо) Синдзюку ・(Линия Синдзюку) Итигая ・ Мотоявата |

## Билзлежащие станции
| «                                        | «          | Вид обслуживания | »          | »            |
| Линия Кэйо                               | Линия Кэйо | Линия Кэйо       | Линия Кэйо | Линия Кэйо   |
| ---------------------------------------- | ---------- | ---------------- | ---------- | ------------ |
| Special Express: не останавливается      |            |                  |            |              |
| Semi Special Express: не останавливается |            |                  |            |              |
| Express: не останавливается              |            |                  |            |              |
| Сэйсэки-Сакурагаока                      |            | Commuter Rapid   |            | Такахатафудо |
| Сэйсэки-Сакурагаока                      |            | Rapid            |            | Такахатафудо |
| Сэйсэки-Сакурагаока                      |            | Local            |            | Такахатафудо |